# Peppino Pippia
Peppino Pippia (Narbolia, 4 giugno 1937 – Narbolia, 17 aprile 2013) è stato un fisarmonicista italiano, esponente del canto sardo a chitarra, del secondo dopoguerra.

## Biografia
Fin dall'infanzia mostrò grande interesse per la fisarmonica e prese lezioni dal maestro Efisio Luigi Mocci, con il quale perfezionò la sua tecnica. 
Nel 1962 a Codrongianos, durante lo svolgersi di una gara, il chitarrista Nicolino Cabitza invitò il giovane fisarmonicista a salire sul palco per accompagnare i cantadores insieme a lui, introducendo così una novità che cambierà per sempre la storia del cantu a chiterra. 
Nel 1971 partecipò all'incisione del doppio LP di Maria Carta “Paradiso in Re”. 
Nel 1976 insieme ai cantadores Giuseppe Chelo e Mario Firinaiu, ed al chitarrista Aldo Cabizza realizzò un LP, prodotto dalla UP di Roma, intitolato “La nuova compagnia della canzone sarda”.

## Discografia

### 45 giri
- Su primu amore, con Giuseppe Chelo e Pietro Fara
- Alè Riva / Rusignolu in foresta con Serafino Murru e Aldo Cabizza
- Lo scudetto in Sardegna / Dae terra lontana con Serafino Murru e Pietro Fara
- Adiu a mama/Antoneddu Antoneddu, con Maria Carta e Aldo Cabizza

### 33 giri
- 1971 Paradiso in Re (2 LP) (RCA, IL 00100-2; ristampa: TCL 1-1089) con Maria Carta e Aldo Cabizza
- 1976, La nuova compagnia della canzone sarda, Up, Roma
- Canzoni tra i nuraghi, Chelo - Fara - Pippia,  AEDO, Cagliari
- Cantos tradizionales sardos, con Antonio Marongiu e Peppino Pippia, Solinas, Nuoro.